# Friedrich Weber (Politiker, 1883)
Friedrich Berthold Julius Weber, auch Fritz Weber (* 13. Mai 1883 in Malliß, Mecklenburg-Schwerin; † 5. April 1968 in Neustrelitz, Bezirk Neubrandenburg, DDR) war ein deutscher Jurist und Politiker der DVP.

## Leben
Friedrich (Fritz) Weber, Sohn eines Landwirts und Spediteurs, besuchte das Realgymnasium in Stettin und absolvierte von 1902 bis 1905 ein Studium der Rechtswissenschaften in Breslau, Freiburg, Berlin und Greifswald. Danach war er Referendar am Amtsgericht Stepenitz und am Landgericht Stettin. 1909 wurde er in Greifswald mit einer Arbeit über Die Vermögensbeschädigung beim Betrug zum Dr. jur. promoviert und machte anschließend eine Karriere als Verwaltungsjurist. 1910 war er Gerichtsassessor im Oberlandesgerichts-Bezirk Stettin, 1912–1914 mit der Verwaltung der Amtsgerichte Neustrelitz und Strelitz beauftragt. 1913 trat er aus dem preußischen Justizdienst in den mecklenburg-strelitzschen Staatsdienst über, wurde 1914 Hilfsrichter, 1915 Amtsrichter und 1918 Landrichter beim Landgericht Neustrelitz. 1918/19 wirkte er als Staatsminister mit Zuständigkeit für die Abteilung für Finanzen und Domänen des Staatsministeriums des Freistaates Mecklenburg-Strelitz, ab 17. Januar 1919 als Beirat des Staatsministeriums und Leiter der Abteilung IV, ab 10. Februar 1919 Leiter (Landesrat) der Abteilung I für die Angelegenheiten der Finanzen, Domänen und Forsten. 1920–1928 war Weber Landgerichtsrat, 1928–1933 Oberstaatsanwalt beim Landgericht Neustrelitz.
Weber war 1918/19 Mitglied der Verfassungsgebenden Versammlung des Freistaates und bis 1920 im Landtag des Freistaates Mecklenburg-Strelitz. In den Jahren 1918 und 1919 war er Mitglied der Regierung Stubmann sowie Landesrat (Staatsminister) in der 2. Regierung Krüger.
Nach Machtantritt der Nationalsozialisten wurde er aus dem mecklenburg-strelitzschen Staatsdienst entlassen und arbeitete von 1933 bis 1968 in Neustrelitz als Rechtsanwalt und Notar.

## Schriften
- Die Vermögensbeschädigung beim Betrug. Greifswald: Adler 1909